# Стараховіце
Старахоовіце (пол. Starachowice) — місто в Польщі, на річці Камєнна (пол. Kamienna). Адміністративний центр Стараховицького повіту Свентокшиського воєводства.

## Економіка

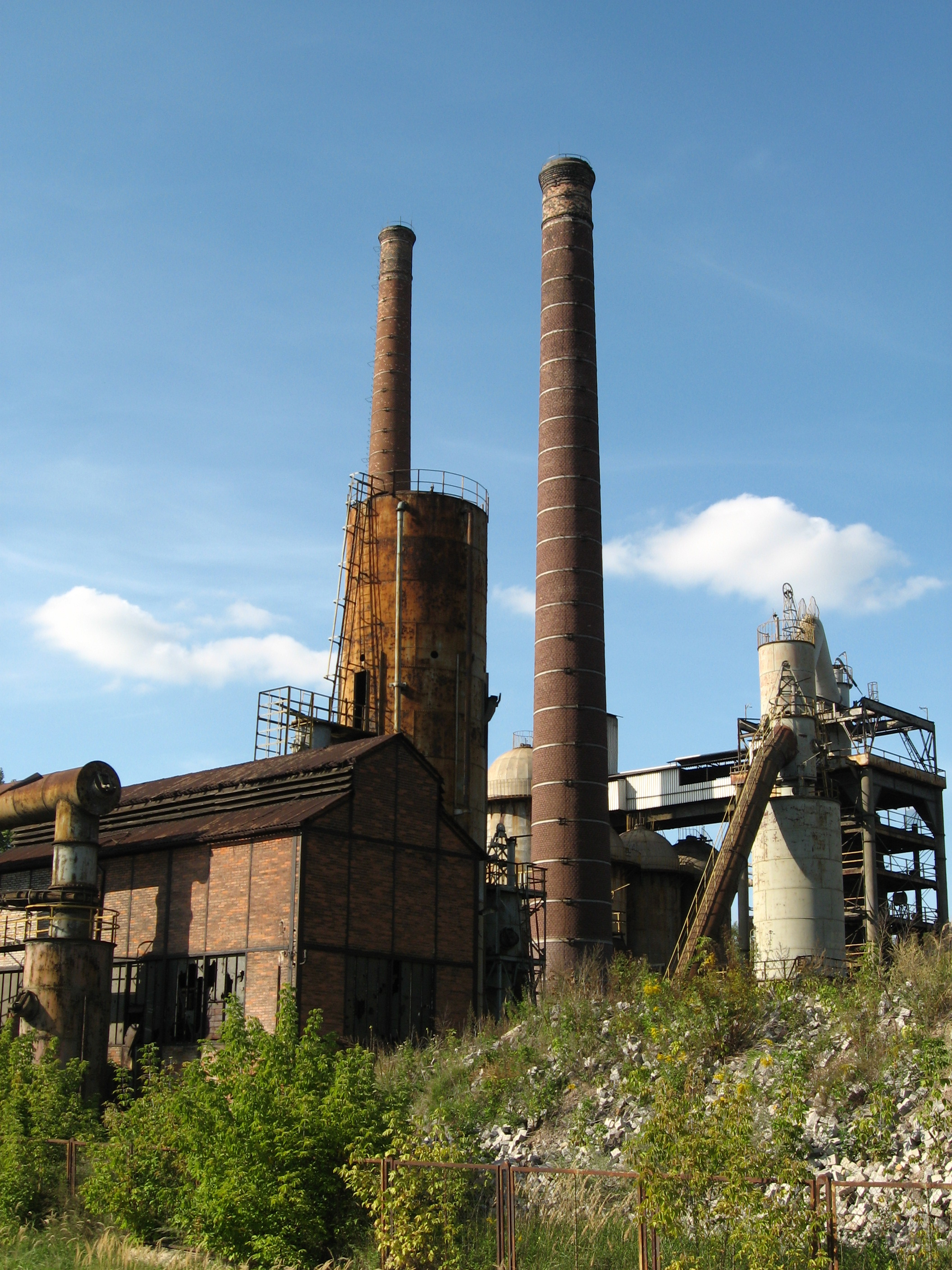
Виведена з експлуатації доменна піч на металургійному заводі міста Стараховиці. Саму доменну піч на фото майже не видно, вона праворуч, але біль-менш добре видно каупери в центрі фотографії

У м Стараховіце розташовані штаб-квартира і завод польської компанії Man Star Trucks & Busses Sp. Z O.O., яка займається виробництвом вантажних автомобілів і автобусів під марками «MAN» та «STAR», і яка входить до складу MAN Truck & Bus, що є дочірнім підприємством концерну MAN SE. Окрім цього, заводи компанії «Man Star Trucks & Busses Sp. Z O.O.» розташовані в містах Краків та Познань.

## Демографія
Демографічна структура станом на 31 березня 2011 року:
|          | Загалом | Допрацездатний вік | Працездатний вік | Постпрацездатний вік |
| -------- | ------- | ------------------ | ---------------- | -------------------- |
| Чоловіки | 24985   | 4254               | 17448            | 3283                 |
| Жінки    | 27374   | 3930               | 15925            | 7519                 |
| Разом    | 52359   | 8184               | 33373            | 10802                |

## Відомі люди

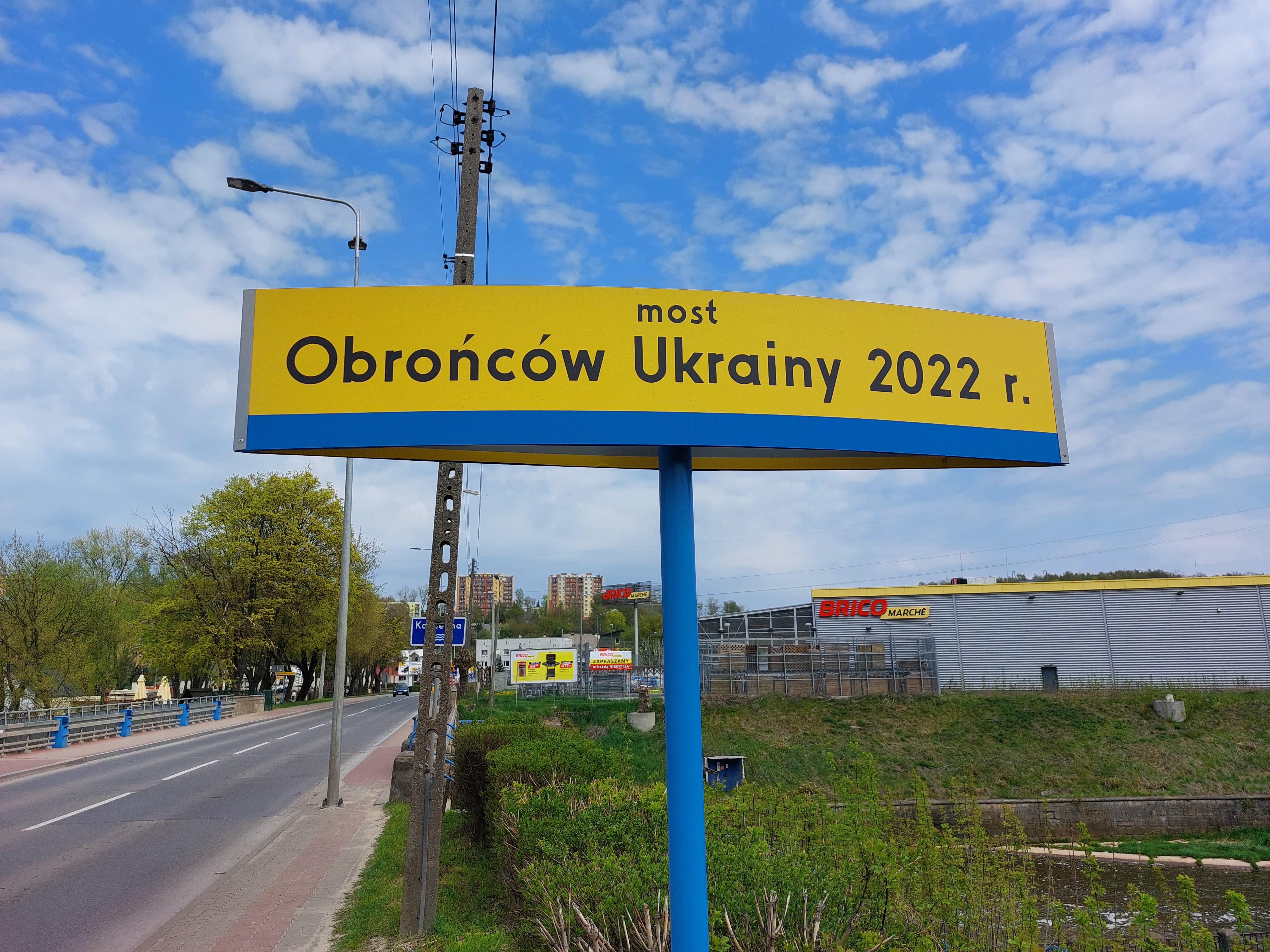
Міст через річку Камєнна в Стараховіцах, Польща, названий 2022 року на честь оборонців України

- Ґоляш Григорій Іванович — організаційний референт Подільського крайового проводу ОУН; служив протягом 1940—1941 в місцевій поліції.